# Silba calceus
Silba calceus är en tvåvingeart som beskrevs av Macgowan 2005. Silba calceus ingår i släktet Silba och familjen stjärtflugor.
Artens utbredningsområde är Namibia. Inga underarter finns listade i Catalogue of Life.